# متیو تمپل
متیو تمپل (انگلیسی: Matthew Temple؛ زادهٔ ۲۰ ژوئن ۱۹۹۹) شناگر اهل استرالیا است.
وی در مسابقات کشوری و بین‌المللی در مجموع برندهٔ ۱ مدال طلا، ۱ مدال برنز شده‌است.